# Giardino Al-Horreya
Il giardino Al-Horreya (ar: حديقة الحرية, Hadiket al-Horreya) è ubicato nella zona sud orientale dell'isola di Gezira, di fronte al Teatro dell'Opera del Cairo, il Ponte Qasr al-Nil e al Giardino Al-Andalus. Nel giardino si trovano molte specie di piante e grandi statue.

## Descrizione
Il giardino è dedicato allo scultore egiziano Mahmoud Muktar, (1891-1934), pioniere della scultura moderna in Egitto. Fino al 1991 il giardino si chiamava Parco Mahmoud Mukhtar.
Giardino Al Horreya è noto per le sue undici statue di personaggi illustri, tra cui le statue dei poeti egiziani Ahmed Shawky (1868–1932), Hafez Ibrahim (1872-1832) e del politico peruviano Ramon Castilla (1797-1867). Le statue dei personaggi stranieri sono state tutte regalate all'Egitto dai paesi che rappresentano.

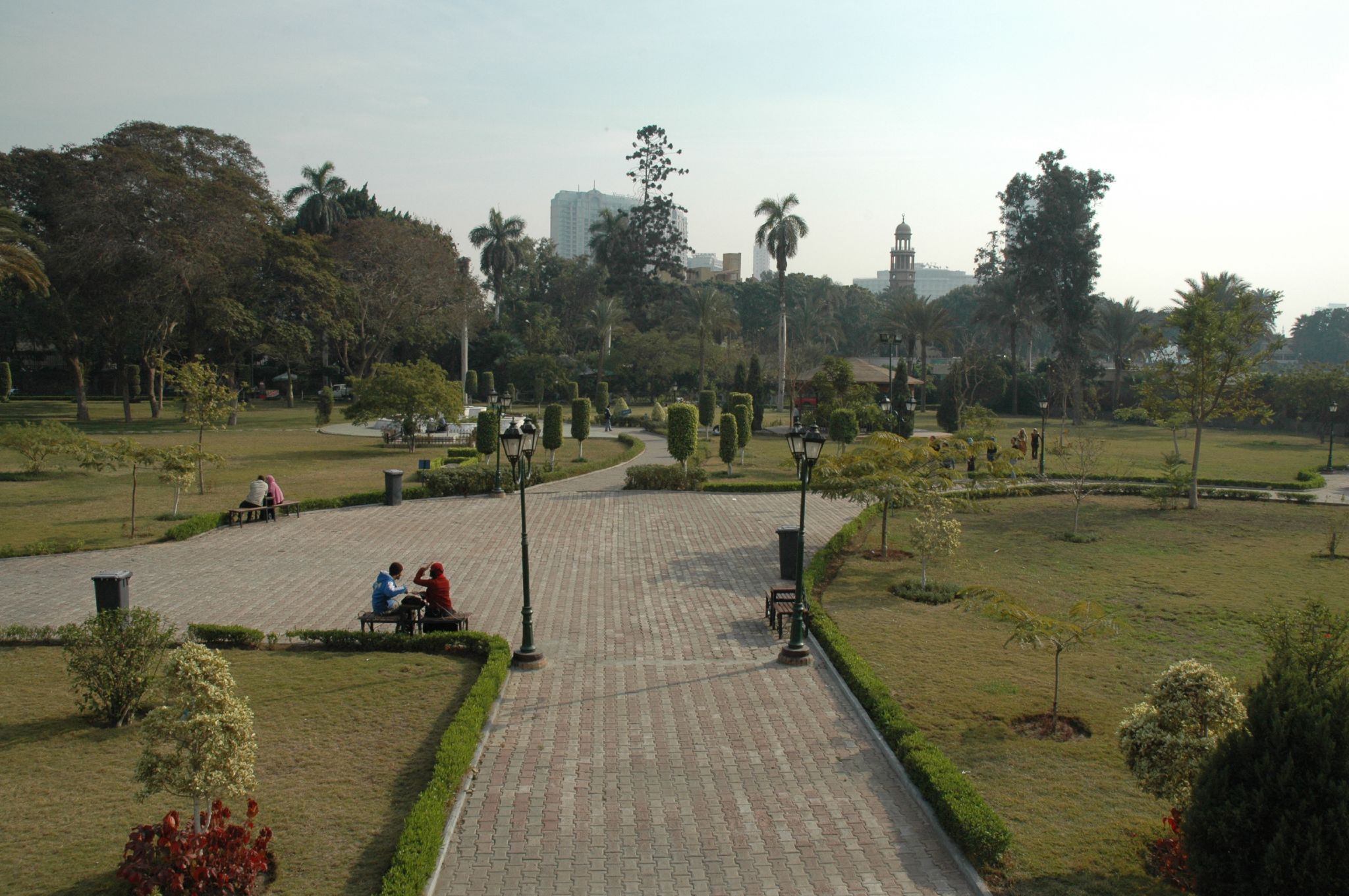
Viale del giardino Al-Horreya.
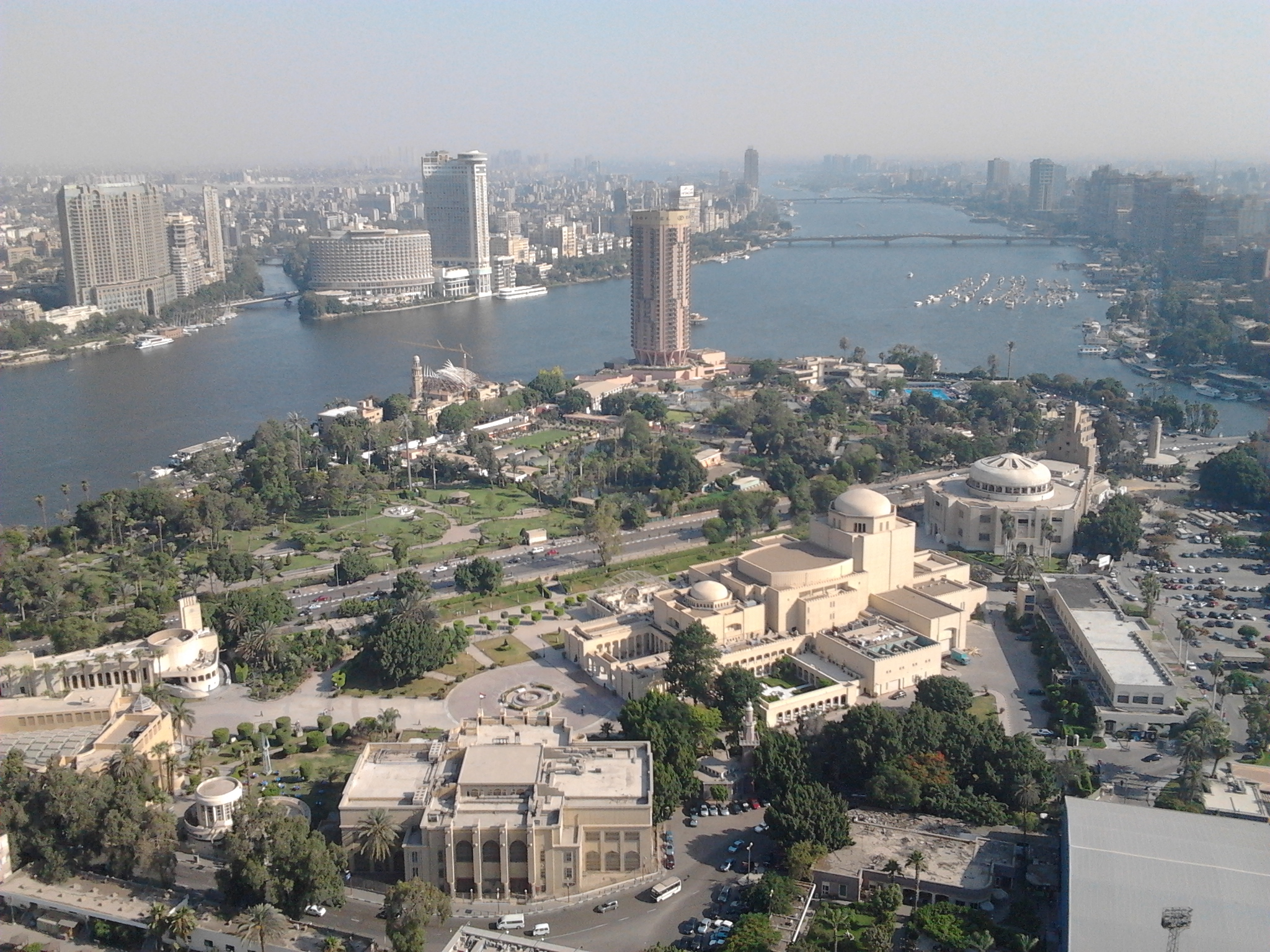
Imagine della zona meridionale del isola di Gezira con il giardino Al-Horreya sulla destra.